# Антонов Ан-22
Антонов Ан-22 „Антей“ (наименование на НАТО: Cock) е съветски транспортен турбовитлов самолет, произвеждан от АНТК Антонов. Ан-22 е бил най-големият самолет до появата на американския C-5 Галакси и по-късно на съветския Ан-124. Той все още е най-големият произведен турбовитлов самолет. За пръв път извън СССР е представен на Парижкото авиошоу през 1967 г.

## Варианти
- Ан-22 – прототипи, произведени в Киев-Святошино със стъклен нос; произведени са 3 бройки
- Ан-22 – първоначален продуктов вариант с външна стартова система; 37 самолета са произведени в Ташкент
- Ан-22А – подобрен вариант; произведени 27 бройки

## Оператори

### Военни
СССР
- Военновъздушни сили на СССР.

 Русия
- Военновъздушни сили на Русия.

### Граждански
През август 2006 един Ан-22 служи като пътнически самолет в авиолинии Антонов.
 България
- само под наем

 СССР
- Аерофлот

 Украйна
- Авиолинии Антонов